# Blue in the Sky
Blue in the Sky es el quinto álbum de estudio por el músico estadounidense de country Dustin Lynch. Fue publicado el 11 de febrero de 2022 a través de Broken Bow Records. Fue producido por Zach Crowell y precedido por el sencillo principal «Thinking 'Bout You», una colaboración junto con MacKenzie Porter. El álbum también incluye colaboraciones con los músicos Chris Lane y Riley Green.

## Antecedentes
Lynch publicó el sencillo principal «Thinking 'Bout You», el cual contaba con la participación de MacKenzie Porter en mayo de 2021, una canción grabada originalmente en su álbum anterior, Tullahoma como un dueto junto a Lauren Alaina. Le siguieron dos canciones lanzados digitalmente en julio: “la historia de amor” de «Pasadena» y “la balada acústica” de «Not Every Cowboy». En diciembre de 2021, Lynch le dijo a Taste of Country que el álbum estaba finalizado y se lo había entregado a su sello discográfico. Lynch describió el álbum como una “colección de canciones que te harán sentir bien y querrás mezclar una bebida y una fiesta con tus amigos”.

## Lista de canciones
| Lista de canciones de Blue in the Sky |                                             |                                                                  |          |  |
| N.º                                   | Título                                      | Escritor(es)                                                     | Duración |  |
| 1.                                    | «Party Mode»                                | Jerry Flowers Ryan Beaver Roman Alexander Jared Keim Matt McGinn | 3:31     |  |
| 2.                                    | «Thinking 'Bout You» (con MacKenzie Porter) | Dustin Lynch Andy Albert Hunter Phelps Will Weatherly            | 2:51     |  |
| 3.                                    | «Stars Like Confetti»                       | Josh Thompson Thomas Rhett Zach Crowell                          | 3:14     |  |
| 4.                                    | «Somethin' That Makes You Smile»            | Erik Dylan Andy Sheridan Wyatt McCubbin                          | 3:09     |  |
| 5.                                    | «Break It on a Beach»                       | Lynch Ashley Gorley Phelps Crowell                               | 3:11     |  |
| 6.                                    | «Tequila on a Boat» (con Chris Lane)        | Hillary Lindsey Justin Ebach Matt Alderman                       | 3:07     |  |
| 7.                                    | «Tennessee Trouble»                         | Lynch Matt Dragstrem Phelps Jordan Minton                        | 2:53     |  |
| 8.                                    | «Summer Never Ended»                        | Cole Taylor Ben Hayslip Paul DiGiovanni                          | 3:20     |  |
| 9.                                    | «Back Road TN»                              | Hayslip Brock Berryhill Jameson Rodgers Brent Anderson           | 3:22     |  |
| 10.                                   | «Huntin' Land» (con Riley Green)            | Lynch Albert Phelps Weatherly                                    | 3:01     |  |
| 11.                                   | «Pasadena»                                  | Lynch Jeff Hyde Ryan Tyndell                                     | 3:35     |  |
| 12.                                   | «Not Every Cowboy»                          | Casey Brown Parker Welling Conner Smith Heather Morgan           | 3:49     |  |

## Posicionamiento
| Gráficas (2022)                               | Pico de posición |
| --------------------------------------------- | ---------------- |
| Australia (ARIA Country Album Chart)          | 20               |
| Estados Unidos (Billboard 200)                | 125              |
| Estados Unidos (Billboard Independent Albums) | 17               |
| Estados Unidos (Billboard Top Country Albums) | 9                |